# GNU Chess
GNU Chess ist eines der ältesten Schachprogramme für Unix und wurde auf viele andere Plattformen portiert. Es war eines der ersten Teile des 1984 begonnenen GNU-Projektes.
Die erste Version von GNU Chess wurde von Stuart Cracraft geschrieben, alle weiteren bis einschließlich Version 4 von John Stanback. Die Version 5 (1998–1999) entwickelte Chua Kong-Sian komplett neu. Die im April 2011 erschienene Version 6 beruht auf dem Quellcode der Version 2.1 des von Fabien Letouzey veröffentlichten Programms Fruit.
GNU Chess ist freie Software und steht unter der GNU General Public License. Es wird hauptsächlich zusammen mit dem Frontend XBoard verwendet.